# René Théodore
Pour les articles homonymes, voir Théodore.
René Théodore (1941-2003) est un enseignant et homme politique haïtien, dirigeant du Parti unifié des communistes haïtiens (PUCH).

## Biographie
René Théodore est né à Ouanaminthe en 1941. Il est le petit-fils de Joseph Davilmar Théodore, président d’Haïti (1914-1915). René Théodore fut professeur de mathématiques.
Il entra comme militant au sein du Parti d'entente populaire dirigé par le militant communiste Jacques Stéphen Alexis.
Au début des années 1960, sous la dictature de François Duvalier, René Théodore fut contraint de s'exiler en URSS et résida à Moscou. Depuis Moscou, il anima des émissions contre la dictature Duvaliériste sur les ondes de Radio Moscou sous le pseudonyme de Lesly. 
Il demeura exilé jusqu'en 1986 et le départ de Jean-Claude Duvalier. 
De retour à Haïti, il dirigea le Parti unifié des communistes haïtiens (PUCH) avec son adjoint Max Bourjolly.
En 1989, avec la nouvelle politique de la Glasnost et la Pérestroïka de Gorbatchev, les communistes haïtiens se retrouvent en pleine tourmente accentué par les dissensions au sein des dirigeants du PUCH, notamment entre René Théodore et Gérard Pierre Charles. Ce dernier est évincé des instances du PUCH. 
En janvier 1991, René Théodore est reçu par Maxime Gremetz au siège du Parti communiste français à Paris.  
La même année, René Théodore intègre le PUCH au sein d'un Mouvement pour la reconstruction nationale (MRN). René Théodore se déclare ne plus être communiste.
En septembre 1991, lors du coup d'État de Raoul Cédras, le président Jean-Bertrand Aristide est contraint à l'exil. L'Organisation des États américains intervient pour rétablir la démocratie et propose un accord général entre les militaires haïtiens, Marc Bazin placé par les militaires et Jean-Bertrand Aristide. Aristide accepte le 21 décembre 1991 le nom de René Théodore au poste de Premier ministre et c'est René Théodore qui représente Aristide aux négociations tenues à Washington. L'Accord de Washington est un échec et René Théodore ne peut prendre ses fonctions à Haiti.
En mai 2000, René Théodore s’était porté candidat à la Mairie de Port-au-Prince. Ce scrutin avait été remporté par Madame Ginette Pomponneau Duperval du parti Fanmi Lavalas. 
René Théodore meurt le 1er juin 2003 à Miami, en Floride, où il était hospitalisé pour un cancer.